# 2e Landingsflottielje
Het 2e Landingsflottielje (Duits: 2. Landungsflottille) was een operationele eenheid van de Duitse Kriegsmarine tijdens de Tweede Wereldoorlog. Zo’n flottielje was normaal uitgerust met onder andere 20 tot 30 stuks van de Marinefährprahm. 

## Geschiedenis

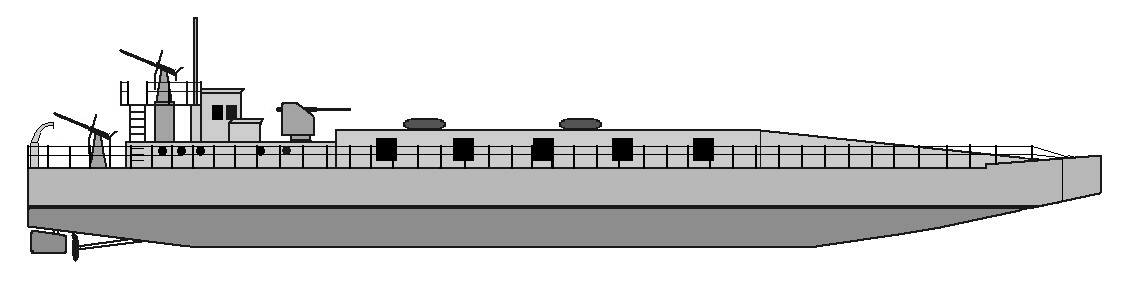
De standaarduitrusting: de Marinefährprahm

Het flottielje werd opgericht van augustus tot oktober 1941 in Palermo. Van november 1941 tot januari 1942 werden 15 MFP’s overgenomen, die waren gebouwd op de Riuniti-scheepswerf in Palermo. De eerste vier hiervan vertrokken in november naar Tripoli en de volgende vier op 23 december 1941. De boten werden hier vooral ingezet voor bevoorradings- en begeleidingstaken. In augustus en september 1942 werden nog eens twintig MFP's in gebruik genomen. Vanaf 15 november 1942 voerde het flottielje transportoperaties uit tussen Italië en het Duitse bruggenhoofd in Tunesië, evenals terugkeerlandingen op de kust van Tripoli. Het flottielje voerde vervolgens tot 7 mei 1943 transportmissies uit naar Tunesië. Nadat de geallieerden op Sicilië waren geland, werden delen van het flottielje gebruikt om het eiland te ontruimen. Het flottielje werd onder de controle van de 2. Landungs Division geplaatst en trok vervolgens naar de monding van de Arno. Op 7 september 1943 vond de afscheiding van Italië, plaats. Er waren vuurgevechten met Italiaanse eenheden, maar ook Italiaanse eenheden werden buitgemaakt en opgenomen in het flottielje. Op 16 september 1943 verhuisde het flottielje naar Sardinië om deel te nemen aan de evacuatietransporten over de Straat van Bonifacio, die zoals gepland eindigde op 20 september. Op 17 september beschikte het flottielje nog over een inventaris van 33 MFP's en 2 MAL’s (Marineartillerieleichter), die op 1 oktober was gedaald tot 24 MFP's en 2 MAL's. Tot oktober 1943 werd het flottielje ingezet bij de evacuatie van Corsica en de landingen van Bastia naar Elba, Piombino en Livorno. In januari 1944 werd het flottielje onder de controle van de 7. Sicherungs-Division geplaatst voor bevoorradings- en veiligheidstaken. 

### Einde
Het 2e Landingsflottielje werd opgeheven in september 1944 en de resterende boten werden overgedragen aan het 4e Landingsflottielje.

## Commandanten
| Rang               | Naam                   | Begin         | Eind           |
| ------------------ | ---------------------- | ------------- | -------------- |
| Kapitänleutnant zV | Fritz Scheck           | oktober 1941  | december 1941  |
| Fregattenkapitän   | Dr. Franz Flesche      | december 1941 | april 1943     |
| Fregattenkapitän   | Gustav von Liebenstein | april 1943    | mei 1943       |
| Korvettenkapitän   | Karl Wehrmann          | mei 1943      | juni 1944      |
| Kapitänleutnant    | Alfred Zahel           | juni 1944     | september 1944 |